# Хотел „Кријон”
Хотел „Кријон” је историјски луксузни хотел у Паризу, отворен 1909. године у згради из 1758. године. Смештен је у подножју Јелисејских поља, а Министарство културе Француске завело га је као споменик културе.
Поседује 78 соба и 46 апартмана, као и три ресторана, бар, отворену терасу, теретану и здравствени центар. У периоду од 2013. до 2017. године хотел је реновиран.
У овом хотелу је краљ Александар I Карађорђевић требао да одседи приликом његове посете Француској од 9. октобра 1934, међутим није стигао тамо пошто је на њега извршен атентат.

## Историјат
Данашња зграда хотела изграђена је 1758. године након што је Луј XV затражио да се направе две неокласичне палате, које су одвојене улицом, а у почетку су биле пројектоване као канцеларије за државу. У источној згради било је седиште француске морнарице све до 2015. године. Дана 6. фебруара 1778. године зграда је била место на којем су новоосноване Сједињене Државе и Француска потписале своје прве уговоре. Бенџамин Френклин, Силас Дин и Артур Ли састали су се са француских дипломатом Александром Џерардом де Рајневалом и потписали уговор који је признао Декларацију о независности Сједињених Држава, као и трговински споразум.
Године 1778. Францис Фелк, син војводе Кријона, користио је зграду за свој дом. Међутим, Влада Фрацнсуке запленила је његову имовину 1791. године. Током овог периода, објекат су користили Луј XVI и његова супруга Марија Антоанета. Две године касније, 1793, Луј XVI и његова супруга убијени су на гиљотини непосредно испред улаза у зграду.
На крају је зграда враћена породици Кријон, чији су потомци тамо живели више од једног века, до 1904. године. Године 1907. компанија Groupe du Louvre купила је објекат и претворила га у хотел. Зграда је након тога подвргнута двогодишњој реконструкцији, а хотел је званично отворен 12. марта 1909. године. 
У хотелу су били смештени чланови америчке делегације на Мировној конференцији у Паризу након Првог светског рата, укључујући кључног саветника председника Едварда М. Хауса.
Од 1992. до 2012. у хотелу се одржавао Bal des débutantes, годишњи модни догађај који је Форбс 2005. године навео као једну од десет најбољих светских забава. Хотел је посетио велики број познатих личности као што су Теодор Рузвелт, Винстон Черчил, Мадона, Тејлор Свифт и многи други. Године 2013. хотел се затворио због обнове, а пројекат је коштао 200 милиона евра. Реновирање је трајало до јула 2017. године.